# Eilema arundineola
Eilema arundineola är en fjärilsart som beskrevs av Achille Guenée 1861. Eilema arundineola ingår i släktet Eilema och familjen björnspinnare. Inga underarter finns listade i Catalogue of Life.